# 王靖 (永樂進士)
王靖，潮州府潮阳县人，明朝政治人物、进士出身。

## 生平
永樂十六年，登进士，授戶部主事。